# 달천초등학교
달천초등학교는 충청북도 충주시에 있는 공립 초등학교이다.

## 학교 연혁
- 1947. 04. 01.	용두국민학교 개교 (3학급 편성)
- 1954. 03. 28.	달천국민학교로 교명 변경
- 1984. 06. 15.	병설유치원 개원 (1학급)
- 1996. 03. 01.	달천초등학교로 교명 변경
- 1999. 03. 01.	매현초등학교, 분교장으로 편입
- 2022. 09. 01.	제31대 장재성 교장 부임
- 2023. 01. 06.	제73회 졸업식(20명 졸업, 졸업생 총원: 4,200명)
- 2023. 03. 02.	13학급(본교6, 분교6, 유치원 1학급 편성)

## 참고 자료
- 달천초등학교 - 한국교육학술정보원 학교알리미